# Johannsenomyia schoutedeni
Johannsenomyia schoutedeni är en tvåvingeart som först beskrevs av Maurice Emile Marie Goetghebuer 1933.  Johannsenomyia schoutedeni ingår i släktet Johannsenomyia och familjen svidknott.
Artens utbredningsområde är Kongo. Inga underarter finns listade i Catalogue of Life.